# Lotta greco-romana ai Giochi della XIV Olimpiade - Pesi massimi
La competizione della categoria pesi massimi (oltre 87 kg) di lotta greco-romana dei Giochi della XIV Olimpiade si è svolta dal 3 al 6 agosto al Earls Court Exhibition Centre a Londra.

## Formato
Ad ogni incontro venivano assegnate le seguenti penalità:
- 0 = Al vincitore per schienata
- 1 = Al vincitore per decisione
- 2 = Allo sconfitto per decisione (1 giudici contro 2)
- 3 = Allo sconfitto per decisione (0 giudici contro 3)
- 3 = Allo sconfitto per schienata

Con cinque penalità o più il lottatore veniva eliminato.

## Risultati
| Legenda                                  | Legenda |
| ---------------------------------------- | ------- |
| Lottatore con 5 penalità o più Eliminato |         |

### 1º Turno
Si è disputato il 3 agosto.
| Vincitore          | Pen. | Risultato | Sconfitto          | Pen. |
| ------------------ | ---- | --------- | ------------------ | ---- |
| Josef Růžička      | 0    | Schienata | József Tarányi     | 3    |
| Taisto Kangasniemi | 0    | Schienata | Ernesto Noya       | 3    |
| Tor Nilsson        | 0    | Schienata | Len Pidduck        | 3    |
| Ahmet Kireççi      | 0    | Schienata | Moritz Inderbitzin | 3    |
| Guido Fantoni      | 0    | Esentato  |                    |      |

### 2º Turno
Si è disputato il 4 agosto.
| Vincitore          | Pen. | Risultato | Sconfitto          | Pen. |
| ------------------ | ---- | --------- | ------------------ | ---- |
| Guido Fantoni      | 1    | 2:1       | Taisto Kangasniemi | 2    |
| József Tarányi     | 3    | Schienata | Ernesto Noya       | 6    |
| Moritz Inderbitzin | 4    | 3:0       | Len Pidduck        | 6    |
| Ahmet Kireççi      | 0    | Schienata | Tor Nilsson        | 3    |
|                    |      | Ritirato  | Josef Růžička      |      |

### 3º Turno
Si è disputato il 5 agosto.
| Vincitore     | Pen. | Risultato | Sconfitto          | Pen. |
| ------------- | ---- | --------- | ------------------ | ---- |
| Guido Fantoni | 1    | Schienata | József Tarányi     | 6    |
| Ahmet Kireççi | 1    | 3:0       | Taisto Kangasniemi | 5    |
| Tor Nilsson   | 3    | Schienata | Moritz Inderbitzin | 7    |

### 4º Turno
Si è disputato il 5 agosto.
| Vincitore     | Pen. | Risultato | Sconfitto     | Pen. |
| ------------- | ---- | --------- | ------------- | ---- |
| Tor Nilsson   | 3    | Schienata | Guido Fantoni | 4    |
| Ahmet Kireççi | 1    | Esentato  |               |      |

### Turno finale
Si è disputato il 6 agosto.
| Vincitore     | Pen. | Risultato | Sconfitto     | Pen. |
| ------------- | ---- | --------- | ------------- | ---- |
| Ahmet Kireççi | 2    | 3:0       | Guido Fantoni | 7    |
| Tor Nilsson   | 3    |           |               |      |

## Classifica finale
| Pos.    | Atleta             | Nazione        |
| ------- | ------------------ | -------------- |
| Oro     | Ahmet Kireççi      | Turchia        |
| Argento | Tor Nilsson        | Svezia         |
| Bronzo  | Guido Fantoni      | Italia         |
| 4       | Taisto Kangasniemi | Finlandia      |
| 5       | József Tarányi     | Ungheria       |
| 6       | Moritz Inderbitzin | Svizzera       |
| 7       | Ernesto Noya       | Argentina      |
| 7       | Len Pidduck        | Gran Bretagna  |
| 9       | Josef Růžička      | Cecoslovacchia |